# Annan, Zhejiang
Annan (kinesiska: 东村, 安南乡) är en socken i Kina. Den ligger i provinsen Zhejiang, i den östra delen av landet, omkring 320 kilometer söder om provinshuvudstaden Hangzhou. Antalet invånare är 4 590. Befolkningen består av 2 193 kvinnor och 2 397 män. Barn under 15 år utgör 19,0 %, vuxna 15-64 år 68 %, och äldre över 65 år 11,0 %.
Runt Annan är det ganska tätbefolkat, med 120 invånare per kvadratkilometer. Närmaste större samhälle är Tieshan, 17,5 km sydväst om Annan. I omgivningarna runt Annan växer i huvudsak blandskog.
Genomsnittlig årsnederbörd är 2 338 millimeter. Den regnigaste månaden är juni, med i genomsnitt 375 mm nederbörd, och den torraste är oktober, med 46 mm nederbörd.